# Anass Houssein
Anass Houssein (Gibuti, 10 gennaio 1995) è un judoka gibutiano.
Nel 2016 ha partecipato, grazie ad una wild card, ai Giochi olimpici di Rio de Janeiro ricevendo un bye che lo ha esonerato dal primo turno perdendo però al primo secondo contro il cinese Ma Duanbin per 110-0.